# دفتر رئیس‌جمهور ایران
دفتر ریاست جمهوری ایران یکی از زیرمجموعه‌های نهاد ریاست‌جمهوری است که وظیفه هماهنگی برنامه‌های رئیس‌جمهور را بر عهده دارد. رئیس دفتر رئیس جمهور از اعضای هیئت دولت بوده و نقش مهمی در ساختار دولتی کشور دارد. 

## تاریخچه
سید ابوالحسن بنی‌صدر در دفتر ریاست‌جمهوری خود طیفی از تحصیل‌کردگانی را گردهم آورد که اغلب وابسته به گروه‌های مخالف انقلاب بودند. این دفتر تحت نظارت رضا تقوی از دیپلمات‌های وزارت خارجه حکومت پهلوی افرادی را که به جبهه ملی، سازمان مجاهدین خلق ایران، حزب رنجبران ایران و دیگر گروه‌ها و سازمان‌های مخالف انقلاب وابسته بودند، گردهم آورد. سید علی خامنه‌ای ریاست‌جمهوری خود را در حالی آغاز کرد که نهاد ریاست جمهوری از ساختار مناسبی برخوردار نبود. او در ابتدا بخشی از تلاش‌های خود را معطوف ساختارسازی برای دفتر رئیس جمهور و نهاد ریاست جمهوری کرد. پیش از تغییر قانون اساسی و حذف سمت نخست‌وزیری در سال ۱۳۶۸، ریاست کابینه برعهده نخست‌وزیر بود و رئیس‌جمهور، در عمل، از نقش و اختیارات اجرائی شایان توجهی برخوردار نبود. به تبع آن، سمت «رئیس دفتر رئیس‌جمهور» نیز تا پیش از آن، اهمیتی را که پس از سال ۱۳۶۸ و تفویض اختیارات نخست‌وزیر به رئیس‌جمهوری یافت، نداشت؛همچنین رئیس دفتر رئیس جمهور همتراز وزیران و رئیس دفتر بازرسی ویژه رئیس جمهور همتراز استانداران‌ و سفرا و معاونین این دفاتر رئیس جمهور همتراز معاونین‌وزیران می باشند.

## ساختار
- رئیس‌‎دفتر رئیس‌جمهور[۶]
  - اداره‌کل حوزه ریاست[۷]
- دفتر بازرسی ویژه[۸]
- معاونت ارتباطات و اطلاع‌رسانی[۹]
  - اداره‌کل پژوهش و اسناد[۱۰]
  - اداره‌کل روابط عمومی[۱۱]
  - اداره‌کل تولیدات رسانه‌ای[۱۲][۱۳]
- معاونت امور سیاسی[۱۴]
  - اداره‌کل امور بین‌الملل[۱۵]
  - اداره‌کل امور سیاسی و امنیتی[۱۶]
- معاونت مراسم و تشریفات[۱۷]
  - اداره‌کل تشریفات[۱۸]
  - اداره‌کل مراسم[۱۹]
  - اداره‌کل برنامه‌ریزی[۲۰]
- معاونت هماهنگی، پیگیری‌های ویژه و خدمات مدیریت[۲۱]
  - اداره‌کل امور مدیران ارشد و اعطای نشان‌های دولتی[۲۲]
  - اداره‌کل هماهنگی[۲۳][۲۴]
  - اداره‌کل برنامه‌ریزی و نظارت[۲۳][۲۴]
  - اداره‌کل پیگیری‌های ویژه[۲۳][۲۴]

## رئیس دفتر
رئیس دفتر رئیس‌جمهور به دو دلیل سمتی تعیین‌کننده است. اول این که او هماهنگ‌کننده و زمان‌دهنده برای برنامه‌های رئیس‌جمهور است و دلیل دوم هم این که او انتخاب می‌کند یا اولویت می‌دهد که کدام گزارش‌ها زودتر به دست رئیس دولت برسد یا رئیس دولت در کدام مجالس حضور یابد.
اهمیت کرسی ریاست دفتر رئیس‌جمهور سبب شده است، همواره و در قریب به اتفاق دولت‌های گذشته، چهره‌هایی نزدیک به رئیس‌جمهور وقت به این کرسی دست یابند و جالب‌تر اینکه در برخی موارد رؤسای‌جمهور در دولت‌های دوم‌شان، افرادی را به ریاست دفتر گمارده‌اند که نسب خویشاندی نیز مزید بر همگرایی سیاسی‌شان شده است، چنان‌که در دولت دوم هاشمی ابتدا سید حسین مرعشی که عموزاده عفت مرعشی (همسر اکبر هاشمی رفسنجانی) است، عهده‌دار این سمت شد و دو سال بعد که به عنوان نماینده راهی مجلس شورای اسلامی شد، محسن هاشمی رفسنجانی پسر ارشد هاشمی رفسنجانی به جای مرعشی نشست. در دولت دوم خاتمی هم سید علی خاتمی برادر رئیس‌جمهوری به جای سید محمدعلی ابطحی سکان‌دار امور دفتر رئیس‌جمهور شد. در دولت دوم احمدی‌نژاد هم اسفندیار رحیم مشایی نزدیک‌ترین یارش که پدر عروس احمدی‌نژاد هم هست، بر کرسی ریاست دفتر رئیس‌جمهور تکیه زد و سه سال گرداننده امور مربوط به رئیس دولت دهم شد.
شاید تا پیش از حضور محمود احمدی‌نژاد در پاستور، جایگاه ریاست دفتر رئیس‌جمهور از آن جهت حائز اهمیت بود که هر رئیس‌جمهوری تنها افراد امین و نزدیک به خود را در دفتر خود منصوب و امور اجرایی دفترش را به او واگذار می‌کرد. اما هنگامی که مشایی بر صندلی ریاست نشست مرزها جابه‌جا شد و اعتبار ریاست دفتر رئیس‌جمهوری نیز به موجب آن تغییر یافت. افزایش اعتبار سمت ریاست دفتر رئیس دولت از حیث اقدامات مؤثر یا فعالیت‌های چشمگیر مشایی نبود بلکه از منظر اعمال نفوذ در تصمیم‌گیری‌های رئیس‌جمهور و تأثیرگذاری بر رئیس دولت، ریاست دفتر رئیس‌جمهور وجهه دیگری یافت و رؤسای دفتر قدرتی نانوشته به شکلی بیش از پیش یافتند؛ قدرتی که خود به خود ایجاد نشده بود و از رئیس دولت وقت به رئیس دفترش انتقال یافته بود.  
در دولت یازدهم که محمد نهاوندیان بر مسند ریاست دفتر قرار گرفته بود، گفته می‌شد به دلیل سابقه فعالیت‌های اقتصادی‌اش، در بسیاری از تصمیم‌گیری‌های مربوط به این حوزه مداخله کرده و چندین بار هم میان او و علی طیب‌نیا وزیر اقتصاد بحث‌هایی ایجاد شده بود. در دولت دوازدهم جایگاه ریاست دفتر رئیس‌جمهور به محمود واعظی رسید. در طول ۴ سال فعالیت او در جایگاه وزیر ارتباطات دولت نخست روحانی، اظهارنظرها و حواشی‌ای که پیرامون فعالیت‌هایش وجود داشت از افزایش رو به رشد او در دولت روحانی و نزدیکی روزافزون وی به شخص رئیس‌جمهور گواهی می‌داد.

## فهرست رئیسان
فهرست رؤسای دفتر ریاست‌جمهوری اسلامی ایران به شرح زیر است:
| ر  | نام        | نام                   | آغاز تصدی      | پایان تصدی     | حزب                 | هیئت دولت              | رئیس‌جمهور              |
| -- | ---------- | --------------------- | -------------- | -------------- | ------------------- | ---------------------- | ---------------------- |
| ۱  |            | رضا تقوی              | بهمن ۱۳۵۸      | ۳۰ خرداد ۱۳۶۰  | —                   | دولت نخست              | سید ابوالحسن بنی‌صدر    |
| —  |            | سرهنگ هدایت‌الله حاتمی | ۳ تیر ۱۳۶۰     | مرداد ۱۳۶۰     | —                   | شورای موقت ریاست‌جمهوری | شورای موقت ریاست‌جمهوری |
| ۲  |            | محمدحسین رفیعی        | ۲۱ مرداد ۱۳۶۰  | شهریور ۱۳۶۰    | معلمان              | دولت دوم               | محمدعلی رجایی          |
| ۳  |            | سید محمد میرمحمدی     | پاییز ۱۳۶۰     | ۲۷ بهمن ۱۳۷۲   | جمهوری اسلامی       | دولت سوم               | سید علی خامنه‌ای        |
| ۳  | دولت چهارم | سید محمد میرمحمدی     | پاییز ۱۳۶۰     | ۲۷ بهمن ۱۳۷۲   | جمهوری اسلامی       |                        | سید علی خامنه‌ای        |
| ۳  | —          | سید محمد میرمحمدی     | پاییز ۱۳۶۰     | ۲۷ بهمن ۱۳۷۲   |                     |                        | سید علی خامنه‌ای        |
| ۳  | دولت پنجم  | سید محمد میرمحمدی     | پاییز ۱۳۶۰     | ۲۷ بهمن ۱۳۷۲   | اکبر هاشمی رفسنجانی |                        |                        |
| ۳  | دولت ششم   | سید محمد میرمحمدی     | پاییز ۱۳۶۰     | ۲۷ بهمن ۱۳۷۲   | اکبر هاشمی رفسنجانی |                        |                        |
| ۴  |            | سید حسین مرعشی        | ۲۶ بهمن ۱۳۷۲   | خرداد ۱۳۷۵     | اکبر هاشمی رفسنجانی | —                      |                        |
| ۵  |            | محسن هاشمی رفسنجانی   | ۱۹ خرداد ۱۳۷۵  | ۱۹ مرداد ۱۳۷۶  | اکبر هاشمی رفسنجانی | —                      |                        |
| ۶  |            | سید محمدعلی ابطحی     | ۱۹ مرداد ۱۳۷۶  | ۱۱ شهریور ۱۳۸۰ | روحانیون مبارز      | دولت هفتم              | سید محمد خاتمی         |
| ۷  |            | سید علی خاتمی         | ۱۱ شهریور ۱۳۸۰ | ۱۲ مرداد ۱۳۸۴  | جبهه مشارکت         | دولت هشتم              | سید محمد خاتمی         |
| ۸  |            | غلامحسین الهام        | ۱۹ مرداد ۱۳۸۴  | ۲۸ بهمن ۱۳۸۵   | —                   | دولت نهم               | محمود احمدی‌نژاد        |
| ۹  |            | عبدالرضا شیخ‌الاسلامی  | ۲۸ بهمن ۱۳۸۵   | ۳ مرداد ۱۳۸۸   | —                   | دولت نهم               | محمود احمدی‌نژاد        |
| ۱۰ |            | اسفندیار رحیم مشایی   | ۳ مرداد ۱۳۸۸   | ۱۷ آذر ۱۳۹۱    | —                   | دولت دهم               | محمود احمدی‌نژاد        |
| ۱۱ |            | سید حسن موسوی         | ۱۷ آذر ۱۳۹۱    | ۱۲ مرداد ۱۳۹۲  | —                   | دولت دهم               | محمود احمدی‌نژاد        |
| ۱۲ |            | محمد نهاوندیان        | ۱۲ مرداد ۱۳۹۲  | ۲۹ مرداد ۱۳۹۶  | —                   | دولت یازدهم            | حسن روحانی             |
| ۱۳ |            | محمود واعظی           | ۲۹ مرداد ۱۳۹۶  | ۱۷ مرداد ۱۴۰۰  | اعتدال و توسعه      | دولت دوازدهم           | حسن روحانی             |
| ۱۴ |            | غلامحسین اسماعیلی     | ۱۷ مرداد ۱۴۰۰  | ۷ مرداد ۱۴۰۳   | —                   | دولت سیزدهم            | سید ابراهیم رئیسی      |
| ۱۵ |            | محسن حاجی‌میرزایی      | ۷ مرداد ۱۴۰۳   | در حال تصدی    | —                   | دولت چهاردهم           | مسعود پزشکیان          |